# 大野郡 (福井縣)
大野郡為過去位於日本福井縣東部的郡，已於2005年11月7日因無所屬町村而消失。
在1879年實施郡區町村編制法時的轄區相當於現在的大野市和勝山市的全部地區、福井市的東部地區，及岐阜縣郡上市北部小部份地區。

## 歷史
過去在令制國時代屬於越前國。
在江戶時代時大野郡內大部分地區為大野藩、郡上藩、越前勝山藩，另有少部分地區屬於福井藩、鯖江藩及幕府直屬領。
19世紀末明治維新後，郡內的幕府領在1871年改隸屬新設立的本保縣，其他原屬各藩的領地則在同年實施廢藩置縣後改隸屬大野縣、郡上縣、勝山縣、鯖江縣、福井縣；不過在同年底進行的第一次府縣整併中，包括大野郡在內位於越前國北部的區域全數被整併為新設立的福井縣，但當時的福井縣在1872年旋即更名為足羽縣。
1873年，坂井郡隨著足羽縣被併入敦賀縣，不過敦賀縣在1876年也遭到廢除，包括大野郡在內，位於木芽峠以北區域被併入石川縣，直到1881年才將原本敦賀縣的轄區重新恢復設縣；不過重新設立的新縣因為縣廳設在福井，因而新縣被命名為福井縣。
1878年石川縣實施郡區町村編製法時，正式設置近代的行政區劃「大野郡」，郡役所設在大野町（位於現在的大野市）。

### 沿革

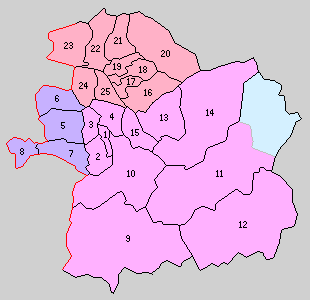
1889年大野郡轄下的行政區劃：
1.大野町、2.小山村、3.乾側村、4.下庄村、5.羽生村、6.蘆見村、7.上味見村、8.下味見村、9.西谷村、10.上庄村、11.下穴馬村、12.上穴馬村、13.阪谷村、14.五箇村、15.富田村、16.平泉寺村、17.猪野瀨村、18.勝山町、19.村岡村、20.北谷村、21.野向村、22.荒土村、23.北鄉村、24.鹿谷村、25.遲羽村
（紫色：現屬福井市、桃色：現屬大野市、紅色：現屬勝山市、水藍色：現屬岐阜縣郡上市）

- 1889年4月1日：實施町村制，大野郡下設：大野町（日语：大野町 (福井県)）、小山村（日语：小山村 (福井県)）、乾側村（日语：乾側村）、下村、羽生村（日语：羽生村 (福井県)）、蘆見村（日语：芦見村）、上味見村（日语：上味見村）、下味見村（日语：下味見村）、西谷村（日语：西谷村 (福井県)）、上村、下穴馬村（日语：下穴馬村）、上穴馬村（日语：上穴馬村）、阪谷村（日语：阪谷村）、五箇村（日语：五箇村 (福井県)）、富田村（日语：富田村 (福井県)）、平泉寺村（日语：平泉寺村）、豬野瀨村（日语：猪野瀬村）、勝山町（日语：勝山町 (福井県)）、村岡村（日语：村岡村 (福井県)）、北谷村（日语：北谷村 (福井県)）、野向村（日语：野向村）、荒土村（日语：荒土村）、北鄉村（日语：北郷村 (福井県)）、鹿谷村（日语：鹿谷村 (福井県)）、遲羽村（日语：遅羽村）。（2町23村）
- 1896年4月1日：下穴馬村的石徹白地區分出設立為石徹白村（日语：石徹白村）。[5]（2町24村）
- 1891年4月1日：實施郡制（日语：郡制），郡役所設於大野町。
- 1923年4月1日：廢除郡會和郡參事會。
- 1926年7月1日：廢除郡役所，此後郡不再作為行政區劃，只作為地名的表示。
- 1931年4月15日：豬野瀨村被併入勝山町。[6]（2町23村）
- 1951年11月1日：下庄村改制為下町。[5]（3町22村）
- 1954年7月1日：大野町、下庄町、上庄村、五箇村、阪谷村、富田村、乾側村、小山村合併為大野市[5]，並脫離大野郡。（1町16村）
- 1954年9月1日：勝山町、荒土村、村岡村、北鄉村、北谷村、鹿谷村、遲羽村、平泉寺村、野向村合併為勝山市[6]，並脫離大野郡。（8村）
- 1955年2月11日：蘆見村、羽生村、上味見村、下味見村和足羽郡上宇坂村（日语：上宇坂村）、下宇坂村（日语：下宇坂村）合併為美山村（日语：美山町 (福井県)），屬足羽郡。（4村）
- 1956年9月30日：上穴馬村和下穴馬村合併為和泉村（日语：和泉村 (福井県)）。[5]（3村）
- 1958年10月14日：石徹白村的小谷堂、三面地區被併入和泉村。[5]
- 1958年10月15日：石徹白村被併入岐阜縣郡上郡（日语：郡上郡）白鳥町（現已合併為郡上市）。（2村）
- 1970年7月1日：西谷村被併入大野市。[5]（1村）
- 2005年11月7日：和泉村被併入大野市[5]，同時大野郡因無所屬町村而消失。

### 變遷表
| 1889年4月1日   | 1889年 - 1912年               | 1912年 - 1944年               | 1945年 - 1954年               | 1945年 - 1954年               | 1955年 - 1989年                       | 1955年 - 1989年                       | 1989年 - 現在                   | 現在                            |
| -------------- | ----------------------------- | ----------------------------- | ----------------------------- | ----------------------------- | ------------------------------------- | ------------------------------------- | ------------------------------- | ------------------------------- |
| 下穴馬村       | 1896年4月1日 分出設立石徹白村 | 1896年4月1日 分出設立石徹白村 | 1896年4月1日 分出設立石徹白村 | 1896年4月1日 分出設立石徹白村 | 1958年10月15日 併入岐阜縣郡上郡白鳥町 | 1958年10月15日 併入岐阜縣郡上郡白鳥町 | 2004年3月1日 合併為岐阜縣郡上市 | 2004年3月1日 合併為岐阜縣郡上市 |
| 下穴馬村       | 1896年4月1日 分出設立石徹白村 | 1896年4月1日 分出設立石徹白村 | 1896年4月1日 分出設立石徹白村 | 1896年4月1日 分出設立石徹白村 | 1958年10月14日 併入和泉村             | 和泉村                                | 2005年11月7日 併入大野市        | 大野市                          |
| 下穴馬村       | 下穴馬村                      | 下穴馬村                      | 下穴馬村                      | 下穴馬村                      | 1956年9月30日 合併為和泉村            | 和泉村                                | 2005年11月7日 併入大野市        | 大野市                          |
| 上穴馬村       |                               |                               |                               |                               | 1956年9月30日 合併為和泉村            | 和泉村                                | 2005年11月7日 併入大野市        | 大野市                          |
| 西谷村         | 西谷村                        | 西谷村                        | 西谷村                        | 西谷村                        | 西谷村                                | 1970年7月1日 併入大野市               | 大野市                          | 大野市                          |
| 大野町         | 大野町                        | 大野町                        | 大野町                        | 1954年7月1日 合併為大野市     | 1954年7月1日 合併為大野市             | 1954年7月1日 合併為大野市             | 大野市                          | 大野市                          |
| 小山村         |                               |                               |                               | 1954年7月1日 合併為大野市     | 1954年7月1日 合併為大野市             | 1954年7月1日 合併為大野市             | 大野市                          | 大野市                          |
| 乾側村         |                               |                               |                               | 1954年7月1日 合併為大野市     | 1954年7月1日 合併為大野市             | 1954年7月1日 合併為大野市             | 大野市                          | 大野市                          |
| 下村           | 下村                          | 下村                          | 1951年11月1日 改制為下町      | 1954年7月1日 合併為大野市     | 1954年7月1日 合併為大野市             | 1954年7月1日 合併為大野市             | 大野市                          | 大野市                          |
| 上村           |                               |                               |                               | 1954年7月1日 合併為大野市     | 1954年7月1日 合併為大野市             | 1954年7月1日 合併為大野市             | 大野市                          | 大野市                          |
| 阪谷村         |                               |                               |                               | 1954年7月1日 合併為大野市     | 1954年7月1日 合併為大野市             | 1954年7月1日 合併為大野市             | 大野市                          | 大野市                          |
| 五箇村         |                               |                               |                               | 1954年7月1日 合併為大野市     | 1954年7月1日 合併為大野市             | 1954年7月1日 合併為大野市             | 大野市                          | 大野市                          |
| 富田村         |                               |                               |                               | 1954年7月1日 合併為大野市     | 1954年7月1日 合併為大野市             | 1954年7月1日 合併為大野市             | 大野市                          | 大野市                          |
| 平泉寺村       | 平泉寺村                      | 平泉寺村                      | 平泉寺村                      | 1954年9月1日 合併為勝山市     | 1954年9月1日 合併為勝山市             | 1954年9月1日 合併為勝山市             | 1954年9月1日 合併為勝山市       | 1954年9月1日 合併為勝山市       |
| 豬野瀨村       | 豬野瀨村                      | 1931年4月15日 併入勝山町      | 勝山町                        | 1954年9月1日 合併為勝山市     | 1954年9月1日 合併為勝山市             | 1954年9月1日 合併為勝山市             | 1954年9月1日 合併為勝山市       | 1954年9月1日 合併為勝山市       |
| 勝山町         |                               |                               | 勝山町                        | 1954年9月1日 合併為勝山市     | 1954年9月1日 合併為勝山市             | 1954年9月1日 合併為勝山市             | 1954年9月1日 合併為勝山市       | 1954年9月1日 合併為勝山市       |
| 村岡村         |                               |                               |                               | 1954年9月1日 合併為勝山市     | 1954年9月1日 合併為勝山市             | 1954年9月1日 合併為勝山市             | 1954年9月1日 合併為勝山市       | 1954年9月1日 合併為勝山市       |
| 北谷村         |                               |                               |                               | 1954年9月1日 合併為勝山市     | 1954年9月1日 合併為勝山市             | 1954年9月1日 合併為勝山市             | 1954年9月1日 合併為勝山市       | 1954年9月1日 合併為勝山市       |
| 野向村         |                               |                               |                               | 1954年9月1日 合併為勝山市     | 1954年9月1日 合併為勝山市             | 1954年9月1日 合併為勝山市             | 1954年9月1日 合併為勝山市       | 1954年9月1日 合併為勝山市       |
| 荒土村         |                               |                               |                               | 1954年9月1日 合併為勝山市     | 1954年9月1日 合併為勝山市             | 1954年9月1日 合併為勝山市             | 1954年9月1日 合併為勝山市       | 1954年9月1日 合併為勝山市       |
| 北鄉村         |                               |                               |                               | 1954年9月1日 合併為勝山市     | 1954年9月1日 合併為勝山市             | 1954年9月1日 合併為勝山市             | 1954年9月1日 合併為勝山市       | 1954年9月1日 合併為勝山市       |
| 鹿谷村         |                               |                               |                               | 1954年9月1日 合併為勝山市     | 1954年9月1日 合併為勝山市             | 1954年9月1日 合併為勝山市             | 1954年9月1日 合併為勝山市       | 1954年9月1日 合併為勝山市       |
| 遲羽村         |                               |                               |                               | 1954年9月1日 合併為勝山市     | 1954年9月1日 合併為勝山市             | 1954年9月1日 合併為勝山市             | 1954年9月1日 合併為勝山市       | 1954年9月1日 合併為勝山市       |
| 羽生村         | 羽生村                        | 羽生村                        | 羽生村                        | 羽生村                        | 1955年2月11日 合併為足羽郡美山村      | 1964年8月1日 改制為足羽郡美山町       | 2006年2月1日 併入福井市         | 2006年2月1日 併入福井市         |
| 蘆見村         |                               |                               |                               |                               | 1955年2月11日 合併為足羽郡美山村      | 1964年8月1日 改制為足羽郡美山町       | 2006年2月1日 併入福井市         | 2006年2月1日 併入福井市         |
| 上味見村       |                               |                               |                               |                               | 1955年2月11日 合併為足羽郡美山村      | 1964年8月1日 改制為足羽郡美山町       | 2006年2月1日 併入福井市         | 2006年2月1日 併入福井市         |
| 下味見村       |                               |                               |                               |                               | 1955年2月11日 合併為足羽郡美山村      | 1964年8月1日 改制為足羽郡美山町       | 2006年2月1日 併入福井市         | 2006年2月1日 併入福井市         |
| 足羽郡上宇坂村 |                               |                               |                               |                               | 1955年2月11日 合併為足羽郡美山村      | 1964年8月1日 改制為足羽郡美山町       | 2006年2月1日 併入福井市         | 2006年2月1日 併入福井市         |
| 足羽郡下宇坂村 |                               |                               |                               |                               | 1955年2月11日 合併為足羽郡美山村      | 1964年8月1日 改制為足羽郡美山町       | 2006年2月1日 併入福井市         | 2006年2月1日 併入福井市         |

## 註解
1. ↑  於1871年第一次設立的福井縣，與現在的福井縣沒有直接關係。
2. ↑  於1881年第二次設立的福井縣，與1871年設立的福井縣沒有直接關係。